# Nhà hát Chicago
Nhà hát Chicago, ban đầu có tên là Nhà hát Balaban và Katz Chicago, là một nhà hát nằm trên ở phía bắc Phố State trong khu vực Loop của Chicago, tiểu bang Illinois, Hoa Kỳ. Được xây dựng vào năm 1921, nhà hát Chicago là công trình hàng đầu đại diện cho tập đoàn nhà hát Balaban and Katz (B&K) quản lý bởi A. J. Balaban, anh trai Barney Balaban của mình và đối tác Sam Katz của họ Cùng với các nhà hát khác của B & K, từ năm 1925 đến năm 1945 nhà hát Chicago là một công trình nhà hát rạp chiếu phim có ưu thế. Ngày nay, nhà hát Chicago là một địa điểm cho biểu diễn sân khấu, ảo thuật, hài kịch và hòa nhạc. Nhà hát này thuộc sở hữu của Madison Square Garden, Inc..
Tòa nhà được liệt kê vào danh sách Sổ bộ Địa danh Lịch sử Quốc gia Hoa Kỳ ngày 6 tháng 6 năm 1979, và nó đã được liệt kê trong nhóm công trình nổi bật Chicago vào ngày 28 tháng 1 năm 1983. Mái cửa vào riêng biệt của nhà hát Chicago, "một biểu tượng không chính thức của thành phố ", thường xuyên xuất hiện trong bộ phim, truyền hình, tác phẩm nghệ thuật, và nhiếp ảnh.